# فرودگاه کوتلاس
فرودگاه کوتلاس (به روسی: Аэропорт Котлас) فرودگاهی عمومی واقع در کوتلاس در کشور روسیه است که توسط Transavia-Guarantee اداره می‌شود.

## شرکت‌های هواپیمایی و مقصدهای پروازی
| شرکت‌های هواپیمایی | مقصدهای پروازی    |
| ----------------- | ----------------- |
| کومی‌اویاترنس      | تالاگی، سیکتیوکار |
| پسکوف‌اویا         | پالکوو            |